# ACDSee
ACDSee est un logiciel shareware de visualisation d'image pour Microsoft Windows, développé par la société ACD Systems. La dernière version, sortie en 2025, porte le numéro 2.4.0.957
Une version professionnelle d'ACDSee existe. La version actuellement disponible est la 2025. Son principal intérêt par rapport à la version normale est la possibilité de traiter les images RAW.
En plus de la vue en aperçus et la conversion de format d'images, ACDSee propose le défilement sous forme de diapositives, la gravure de CD/DVD, la génération d'une galerie HTML, la synchronisation de répertoires d'images et l'édition des métadonnées tel qu'Exif. Il est aussi possible de réaliser des manipulations simples d'images comme le traitement des couleurs, la suppression des yeux rouges ou l'utilisation de l'outil tampon. ACDSee supporte l'Unicode depuis la version 2009.
Depuis la version 7 du logiciel, le contrat de licence contient une section interdisant le visionnage d'images pornographiques, ce qui a créé une controverse.
Extrait du contrat d'utilisation de la version 2009 :
2.7 Restrictions d'utilisation – Vous devez utiliser ce logiciel conformément à toutes les lois en vigueur et non dans un quelconque dessein illicite. Sans limiter ce qui précède, l'utilisation, la présentation ou la distribution de ce logiciel en association avec des contenus pornographiques, racistes, vulgaires, obscènes, diffamatoires, injurieux, encourageant à la haine, discriminatoires ou affichant des préjugés basés sur la religion, l'origine ethnique, la race, l'orientation sexuelle ou l'âge est strictement interdite.
Depuis la version 9, l'extrait ci-dessus n'existe plus.